# Rexio
Rexio fundada en 1969, es una marca comercial de la compañía Lasserre S.A., manufacturadora de armas portátiles argentina, localizada en la ciudad de Buenos Aires, Argentina.  La marca fábrica armas de fuego destinadas a la población civil, a las fuerzas policiales y militares. En la actualidad los productos de la marca para la compañía Lasserre S.A. se distribuye en 14 países.

## Armas de la fábrica
- Rexio Pucará
- Rexio Jaguar
- Rexio Comanche
- Rexio 357 Magnum
- Rexio R150
- Rexio R185
- Rexio SpecOps